# The Pirate's Gold
The Pirate's Gold è un cortometraggio muto del 1908 diretto da David W. Griffith che firma, insieme a Stanner E.V. Taylor, anche la sceneggiatura.

## Trama
Il giovane Wilkinson lascia la povera casa dove vive con la madre, partendo per andare a cercare fortuna. Lì vicino, infuria la tempesta che porta a terra tre pirati con una cassa che contiene il loro tesoro. I tre, in preda alla brama, si uccidono l'un l'altro. L'ultimo dei tre, il loro capo, riesce a trascinarsi benché gravemente ferito, fino alla casupola dei Wilkinson dove, prima di morire, nasconde la cassa tra le pietre del camino. Neanche la signora Wilkinson sopravvive, perché un fulmine si abbatte sulla casa, uccidendola. Il segreto del tesoro sembra così perduto per sempre. Dopo essere ritornato, il giovane Wilkinson si costruisce una nuova vita, accanto a una moglie che lo ama e a un figlio. Tutto sembra andare per il meglio. Un giorno, però, l'uomo si ammala e resta senza fonti di sostentamento. Disperato, medita di uccidersi. La moglie, sospettando le sue intenzioni, si mette a spiarlo e lo sorprende mentre sta per spararsi. Gettandosi contro di lui, devia il colpo fatale che va a colpire la pietra del camino che, crepata, rivela il tesoro nascosto.

## Produzione
Il film fu prodotto dall'American Mutoscope & Biograph e venne girato a girato a Sea Bright, nel New Jersey.

## Distribuzione
Il copyright del film, richiesto dall'American Mutoscope and Biograph Co., fu registrato il 6 novembre 1908 con il numero H117952.
Distribuito dall'American Mutoscope & Biograph, il film - un cortometraggio in una bobina - uscì nelle sale cinematografiche USA il 6 novembre 1908.
Non si conoscono copie ancora esistenti della pellicola che viene considerata presumibilmente perduta.